# Petar Leković
Petar Leković (Svračkovo, Užička Požega, Srbija, 23. studenog 1893.  - Gacko, 12. lipnja 1942.), bio je kamenorezački radnik, zamjenik komandanta Prvog bataljuna Druge proleterske udarne brigade i prvi narodni heroj Jugoslavije.

## Životopis
Petar Leković rodio se u 23. studenog 1893. godine u selu Svračkovu kod Požege u tadašnjoj Kraljevini Srbiji. Tijekom Prvog svjetskog rata borio se u srpskoj vojsci, a po njegovu se završetku vratio kamenorezačkom zanatu. Ubrzo po uspostavi Kraljevine SHS učlanjuje se u Komunističku partiju Jugoslavije, te kroz nju politički djeluje do početka Drugog svjetskog rata.
Narodnooslobodilačkoj borbi priključuje se početkom ustanka, srpnja 1941. godine, sa svoja tri sina. Kada je u Čajniču 1. ožujka 1942. godine formirana Druga proleterska udarna brigada, Leković je postavljen za zamjenika komandanta njenog prvog bataljuna. S tom je jedinicom sudjelovao u borbama protiv talijanske vojske u istočnoj Bosni, te se ubrzo istaknuo kao neustrašiv i hrabar borac. U napadu na talijanski garnizon u Čajniču 30. ožujka 1942. godine, primjerice, sam je napao i osvojio talijanski bunker.
Petar Lekić poginuo je u borbi tijekom tzv. Treće neprijateljske ofenzive, 12. lipnja 1942. godine na Živnju, sjeverno od Gackog. Poginuo je braneći odstupnicu partizanskom bataljonu u povlačenju.
Centralni je komitet Komunističke partije Jugoslavije, na prijedlog Vrhovnog štaba NOVJ-a, početkom ožujka 1942. godine proglasio Petra Lekovića prvim narodnim herojem Jugoslavije, zbog njegove hrabrosti u borbi protiv okupatora na tlu Srbije i Bosne i Hercegovine.